# Sangkanerang
Sangkanerang is een bestuurslaag in het regentschap Kuningan van de provincie West-Java, Indonesië. Sangkanerang telt 1828 inwoners (volkstelling 2010).